# Chanteloup, Eure
Chanteloup är en kommun i departementet Eure i regionen Normandie i norra Frankrike. Kommunen ligger i kantonen Damville som tillhör arrondissementet Évreux. År 2018 hade Chanteloup 96 invånare.

## Befolkningsutveckling
Antalet invånare i kommunen Chanteloup
Referens:INSEE